# Ostra Górka (Olsztyn)

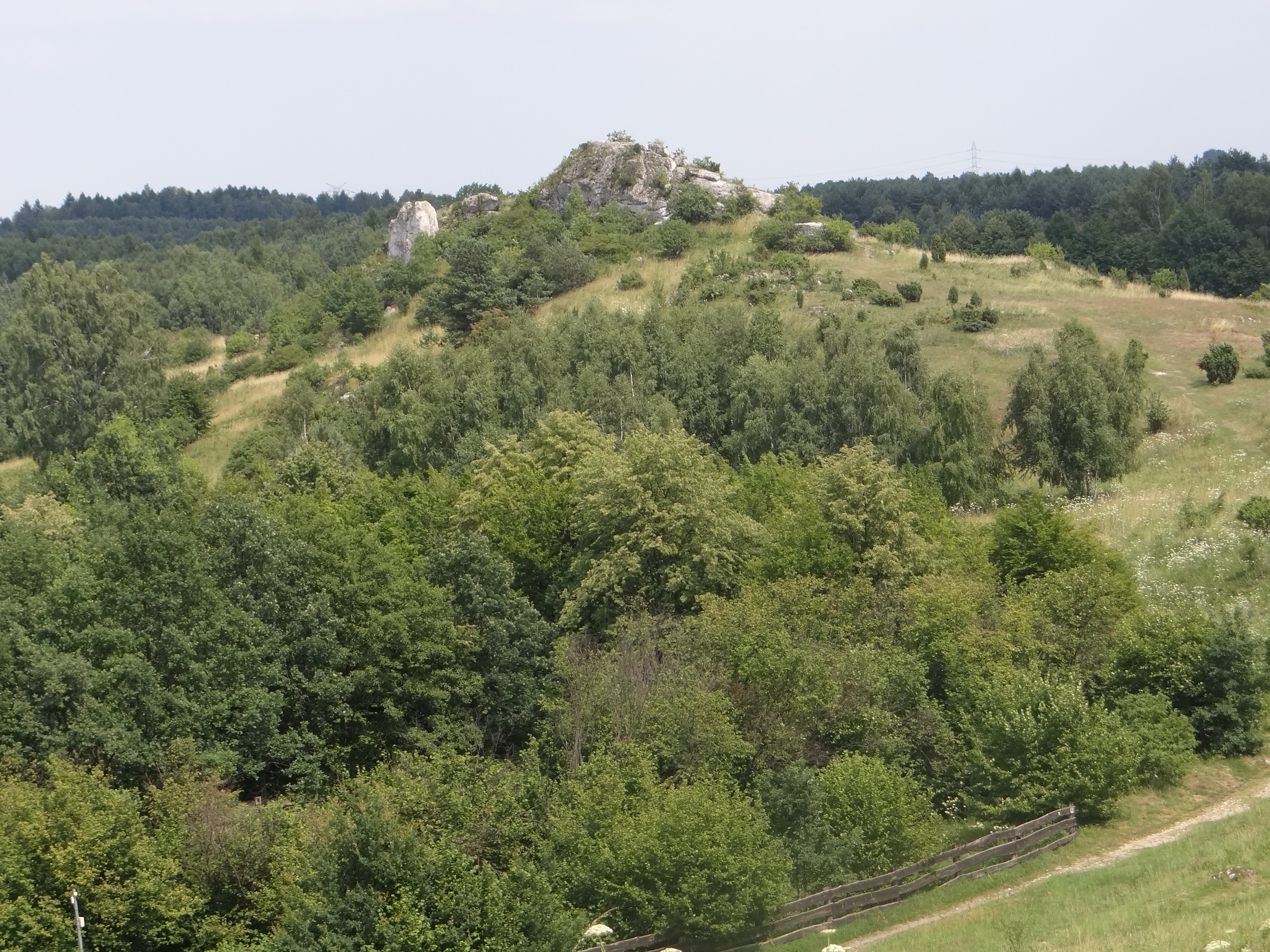
Widok z Zamku w Olsztynie

Ostra Górka (350 m n.p.m.) – skaliste wzniesienie w miejscowości Olsztyn, w województwie śląskim, w powiecie częstochowskim. Znajduje się na Wyżynie Mirowsko-Olsztyńskiej będącej częścią Jury Krakowsko-Częstochowskiej.
Ostra Górka znajduje się wśród pól, w niewielkiej odległości po północno-wschodniej stronie Zamku w Olsztynie. Zbudowana jest ze skał wapiennych i głównie trawiasta, w niewielkim tylko stopniu zarastająca krzewiastą naskalną roślinnością. Dzięki temu, że jej szczyt jest bezleśny, stanowi dobry, dookólny punkt widokowy. Na jej szczycie zamontowano drewniany krzyż obudowany metalowymi kątownikami.